# Veturius marilucae
Veturius marilucae es una especie de coleóptero de la familia Passalidae.

## Distribución geográfica
Habita en México.